# Christian Kracht

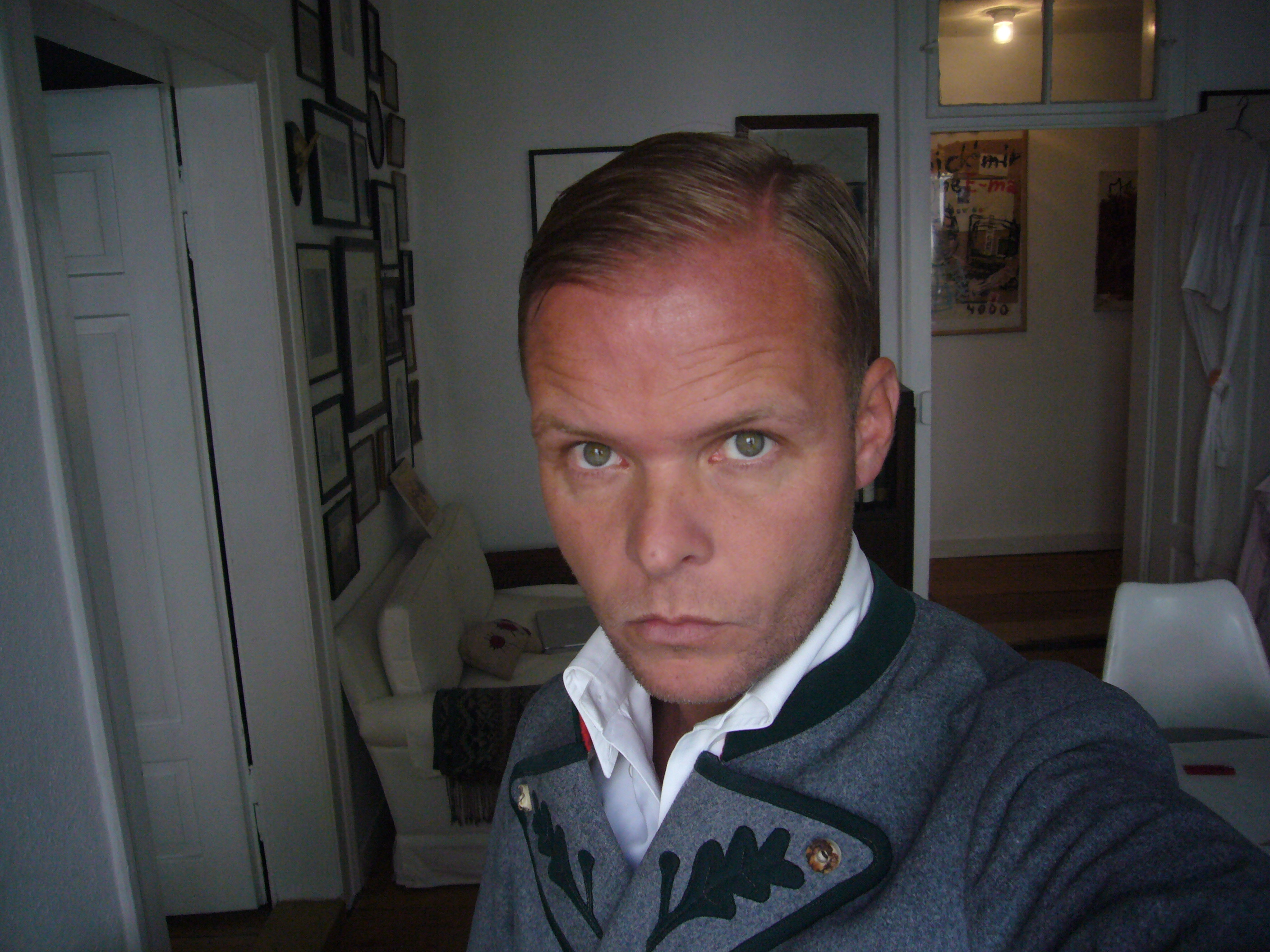
Christian Kracht

Christian Kracht (n. 29 decembrie 1966 în Saanen) este un jurnalist și scriitor elvețian.

## Viață timpurie
Kracht s-a născut în Saanen. Tatăl său, Christian Kracht Sr., a fost reprezentatul editurii Axel Springer în anii 1960. Christian a urmat Schule Schloss Salem din Baden și Lakefield College School din Ontario, Canada. A absolvit Sarah Lawrence College, din New York City, în 1989.

## Operă

### Lucrări publicate
- 1995 - Faserland (roman)
- 1998 - Ferien für immer (scrieri de călătorie), cu Eckhart Nickel
- 1999 - Mesopotamia. Ein Avant-Pop-Reader (antologie, editor)
- 1999 - Tristesse Royale (with Joachim Bessing, Eckhart Nickel, Alexander von Schönburg și Benjamin von Stuckrad-Barre)
- 2000 - Der gelbe Bleistift (scrieri de călătorie)
- 2001 - 1979 (roman)
- 2006 - Die totale Erinnerung. Kim Jong Ils Nordkorea (carte ilustrată), cu Eva Munz și Lukas Nikol)
- 2006 - New Wave. Ein Kompendium 1999-2006
- 2007 - Metan (cu Ingo Niermann)
- 2008 - Ich werde hier sein im Sonnenschein und im Schatten (roman)
- 2009 - Gebrauchsanweisung für Kathmandu und Nepal (scrieri de călătorie, ghid de călătorie, cu Eckhart Nickel)
- 2011 - Five Years: Briefwechsel 2004-2009. Band 1: 2004-2007, cu David Woodard, ISBN 978-3-86525-235-7
- 2012 - Imperium (roman), ISBN 978-3-462-04131-6

### Traduceri în limba română
- Faserland, 2009;
- 1979, Editura Cartier, Chișinău, 2013 [1][2]